# Aeroportul Browns
Aeroportul Browns (IATA: EPG, FAA LID: NE69) este un aeroport din Comitatul Cass, Nebraska, Nebraska, Statele Unite ale Americii ce deservește zona Weeping Water⁠(d).
Situat la o altitudine de 361 m, aeroportul dispune de o singură pistă.